# Job Odebrecht

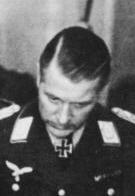
Job Odebrecht 1945

Job Wilhelm Odebrecht (* 25. Februar 1892 in Koblenz-Ehrenbreitstein; † 20. November 1982 in Bad Homburg vor der Höhe) war ein deutscher Offizier, zuletzt General der Flakartillerie im Zweiten Weltkrieg.

## Leben
Odebrecht wurde ab 1902 in der Kadettenanstalt Köslin in Pommern erzogen und trat am 1. April 1909 als Seekadett in die Kaiserliche Marine ein. Er erhielt seine Grundausbildung auf dem Großen Kreuzer Hertha und kam dann an die Marineschule Mürwik, wo er am 12. April 1910 Fähnrich zur See wurde. Danach absolvierte er eine einmonatige Infanterieausbildung beim I. See-Bataillon, einen Torpedo-Lehrgang auf der Württemberg sowie einen Artillerielehrgang an der Artillerie-Schule. Er versah kurzzeitig Dienst an Bord des Linienschiffes Elsass und wurde dann als Zug- und Divisionsoffizier auf das Linienschiff Schlesien versetzt. Als Leutnant zur See (seit 19. September 1912) diente Odebrecht als Kompanieoffizier beim I. See-Artillerie-Bataillon, war dann einen knappen Monat beim Stab der I. See-Division. Am 29. April 1913 reiste er nach Deutsch-Ostafrika ab, wo er als Adjutant und Wachoffizier auf dem Vermessungsschiff Möve Dienst tat.
Beim Ausbruch des Ersten Weltkriegs wurde Odebrecht am 4. August 1914 als Kompanieoffizier in die Schutztruppe für Deutsch-Ostafrika versetzt. Am 1. November 1915 wurde er zum Kommandanten des zum Kanonenboot umgerüsteten Postschiffs Hedwig von Wissmann ernannt, mit dem er auf dem Tanganjikasee patrouillierte. Dort geriet er am 8. Februar 1916 in belgische Kriegsgefangenschaft, nachdem sein Schiff von den britischen Schiffen Mimi, HMS Toutou und Fifi in Brand geschossen worden war.
Am 4. Juli 1919 wurde er in die Schweiz überführt, wo er bis zum 22. September 1919 interniert war. In dieser Zeit wurde er am 30. Juli 1919 zum Oberleutnant zur See befördert. Nach seiner Rückkehr nach Deutschland wurde Odebrecht zur Verfügung der Marinestation der Ostsee gestellt und beurlaubt. Am 29. Januar 1920 wurde er mit dem Charakter als Kapitänleutnant aus dem aktiven Dienst entlassen.
Er schloss sich bereits nach seiner Internierungszeit einem Freikorps an und diente dort bis zum 19. August 1920. Am 23. August 1920 trat er als Oberleutnant zur Schutzpolizei über und wurde zunächst in Marienwerder eingesetzt. Im selben Jahr wurde er Hauptmann und heiratete Gerda von Alt-Stutterheim. Ab 1921 war er Führer der Schutzpolizei von Marienburg und ab 1925 war er bei der Schutzpolizei in Berlin. Ab 1. Juni 1929 war er Ausbilder an der Polizeischule Sensburg, wo er am 11. August 1929 zum Major befördert wurde. Im Frühjahr 1933 wurde er Adjutant der Landespolizeiinspektion Ost in Königsberg.
Am 4. Juli 1935 wechselte er als Major zur Luftwaffe. Er kommandierte verschiedene Abteilungen von Flak-Regimentern und wurde weiter befördert, bis er am 1. Juni 1939 den Rang eines Generalmajors erreichte. Er befehligte ab Oktober 1939 das Luftverteidigungskommando 5 und ab Oktober 1940 das Luftverteidigungskommando 6. 1941 wurde er Generalleutnant, und ab September 1942 kommandierte er die Luftwaffen-Division Meindl. Im Oktober desselben Jahres erhielt er das Deutsche Kreuz in Gold. Wenig später wurde er Kommandierender General des III. Luftwaffen-Feldkorps, dann General der Flak-Artillerie und später, weil sein Stab umbenannt wurde, Kommandierender General des II. Flak-Korps. Mit der Kapitulation der Wehrmacht geriet Odebrecht am 8. Mai 1945 in alliierte Kriegsgefangenschaft, aus der er am 1. April 1946 entlassen wurde.

## Auszeichnungen
- Eisernes Kreuz (1914) II. und I. Klasse
- Kolonialabzeichen
- Spange zum Eisernen Kreuz II. und I. Klasse
- Deutsches Kreuz in Gold am 20. Oktober 1942
- Ritterkreuz des Eisernen Kreuzes am 5. Februar 1944